# 컬리 푸트맨
컬리 푸트맨(Curly Putman, 본명은 클로드 푸트맨 주니어(Claude Putman, Jr.), 1930년 11월 20일 ~ 2016년 10월 30일)은 예비역 미국 해군 하사 출신이기도 한 미국의 컨트리 음악 가수, 기타리스트, 작사가, 작곡가, 편곡가, 음반 프로듀서이다.
2016년 10월 30일 미국 테네시주 레버넌의 자택에서 신부전증(울혈성 심부전)으로 숨졌다.

## 생애
1949년 미국 해군에 입대하여 복무하였으며 이후 1950년부터 이듬해 1951년까지 1년간 한국 전쟁에도 참전한 그는 1954년 미국 해군 하사로 예편 후 이듬해 1955년 작곡가 첫 데뷔하였고 1960년 가수 데뷔하였다.

## 유명세
그는 보통적으로 대한민국 국내에서는 포터 워거너(Porter Wagoner)가 오리지널로 부르고 조니 대럴(Johnny Darrell), 톰 존스(Tom Jones) 등이 리메이크하여 히트한 《Green green grass of home》이라는 노래의 작사 및 작곡자로 널리 잘 알려져 있다.